# Pferdefleischskandal in Europa 2013
Beim Pferdefleischskandal in Europa 2013 wurden in verschiedenen europäischen Ländern als Rindfleischprodukte deklarierte Lebensmittel gefunden, die bis zu 100 % nicht deklariertes Pferdefleisch enthielten. Im Rahmen der Untersuchungen wurden teilweise auch nicht deklarierte Anteile von anderen Fleischsorten wie Schweinefleisch und Medikamente wie Phenylbutazon nachgewiesen. Betroffen waren insbesondere Tiefkühlkost und Soßen mit Hackfleisch wie Lasagne, Sauce Bolognese und ähnliche Produkte.

## Verlauf
Seinen Anfang nahm der Skandal am 15. Januar 2013 im Vereinigten Königreich, wo für Pferdefleisch ein Nahrungstabu besteht. Auch in Irland wurden Produkte mit Pferdefleisch-Anteilen gefunden. Am 7. Februar 2013 gab das Unternehmen Findus bekannt, dass in einer Stichprobe von 18 Packungen Fertig-Lasagne, die ins Vereinigte Königreich und nach Schweden gelangten, elf Packungen jeweils zwischen 60 und 100 Prozent Pferdefleisch enthielten.
Hersteller war in diesem Fall das französische Unternehmen Comigel. Dieses bezog gehacktes Rindfleisch von der französischen Firma Spanghero, die das Fleisch vom zypriotischen Händler Draap Trading erwarb. Dieses Unternehmen steht im Eigentum einer auf den Britischen Jungferninseln ansässigen Gesellschaft und wird von einem Niederländer geführt, der bereits 2012 zu einer Haftstrafe wegen des Verkaufs von südamerikanischem Pferdefleisch als Halāl-Rindfleisch verurteilt worden war.
Am 14. Februar wurden in Yorkshire drei Männer unter dem Verdacht festgenommen, mit Pferdefleisch versetzte Produkte in Umlauf gebracht zu haben. Inzwischen wurden falsch deklarierte Produkte mehrerer Hersteller in verschiedenen europäischen Ländern gefunden, darunter in Frankreich und in den deutschsprachigen Ländern.
Neben ethischen Problemen wurde anfangs auch insbesondere befürchtet, dass mit dem Pferdefleisch Medikamente in die Lebensmittel gelangt seien, falls es sich um verwertete Sportpferde gehandelt haben sollte (die nicht den strengen Kontrollen für Schlachttiere unterliegen). Zumindest seit der Aufklärung der Herkunft der über Zypern–Frankreich gehandelten Ware ist dieser Verdacht weitgehend zerstreut.
In Folge des Skandals wurde von der EU-Kommission verkündet, dass Maßnahmen getroffen werden und die Deklarationspflicht verschärft werde, um Missbräuche leichter verhindern zu können. Im Herbst 2013 stellte die EU-Kommission aber fest, dass eine zusätzliche Herkunftsbezeichnung das Fleisch bis zu 50 Prozent zu Lasten der Konsumenten verteuern würde und sie sich daher gegen eine detailliertere Herkunftsbezeichnung ausspreche.
Laut der Union fédérale des consommateurs, der größten französischen Verbraucherorganisation, stammte das Fleisch ursprünglich aus Rumänien. Der Organisation zufolge wurde am 21. Januar 2019 vor dem Tribunal de Grande Instance in Paris ein zwölftägiger Prozess gegen vier Beschuldigte wegen organisiertem Bandenbetrug und Täuschung aufgenommen. Demnach wurde der Prozess gegen den ehemaligen Manager von Spanghero, Jacques Poujol, seinen Direktor Patrice Monguillon sowie zwei niederländische Händler, Johannès Fasen (Draap Trading Company) und Hendricus Windmeijer (Windmeijer Meat Trading BV Company), geführt. Johannès Fasen und Jacques Poujol wurden zu zwei Jahren bzw. sechs Monaten Gefängnis verurteilt und die beiden weiteren Männer zu Bewährungsstrafen.

## Betroffene Länder

### Deutschland
Deutsche Supermarktketten wie Rewe, Aldi Nord, Aldi Süd, Eismann, Edeka, Kaiser’s, Lidl, Metro, Tengelmann und Konsum Leipzig nahmen Pferdefleisch enthaltende Produkte aus dem Handel, darunter Gulasch, Ravioli und Lasagne. Auch in Ravioli und Tortellini der Marke Buitoni von Nestlé wurde Pferdefleisch nachgewiesen. Ferner wurde Pferdefleisch mehrfach in Dönern am Drehspieß in Berlin nachgewiesen. Die Staatsanwaltschaft Oldenburg ermittelte gegen den deutschen Nestlé-Zulieferer Schypke wegen des Verdachts auf Verstoß gegen das Lebensmittel- und das Futtermittelgesetz und führte bei Schypke eine Durchsuchung durch. Das Verfahren wurde eingestellt.

### Österreich
| Bundesland       | Betroffene Kette             |
| ---------------- | ---------------------------- |
| Burgenland       | Unimarkt, Lidl, Zielpunkt    |
| Kärnten          | Unimarkt, SPAR, MPreis, Lidl |
| Niederösterreich | Unimarkt, Lidl, Zielpunkt    |
| Oberösterreich   | Unimarkt, Lidl, Zielpunkt    |
| Salzburg         | Unimarkt, MPreis, Lidl       |
| Steiermark       | Unimarkt, Lidl, Zielpunkt    |
| Tirol            | Lidl, MPreis                 |
| Vorarlberg       | Lidl                         |
| Wien             | Lidl, Zielpunkt              |

In Österreich wurde erstmals bei der Supermarktkette Lidl nicht deklariertes Pferdefleisch festgestellt, die Tortellini von der Firma Hilcona in Liechtenstein bezieht. Am 20. Februar wurde in Proben eines Kärntner Fleischers Pferdefleisch gefunden, der Supermarktketten in ganz Österreich mit Kärntner Hauswürstl und Lavanttaler Bauernwurst beliefert. Tags darauf wurde ebenfalls im Kärntner Lager der Fleischerei Pferdefleisch aus Kanada festgestellt. In den untersuchten Würsten wurde teilweise ein Pferdefleischanteil bis 27 % gemessen. In Wien fand man auch Pferdefleisch in Dönerkebabs, die aus der Slowakei geliefert wurden.
In österreichischen Lieferungen von Wurstwaren nach Russland soll nach russischen Meldungen ebenfalls nicht deklariertes Pferdefleisch gefunden worden sein. Als Lieferant wurde die Linzer Firma Landhof genannt. Während die österreichischen Behörden von Russland Beweise und Analyseunterlagen anforderte, ließ Landhof seine Ware von unabhängigen Labors untersuchen, die diesen Befund nicht bestätigten.

### Schweiz
In der Schweiz war der Einzelhändler Coop von falsch deklariertem Fleisch in der aus Luxemburg importierten Tiefkühl-Lasagne einer Eigenmarke betroffen.

### Tschechische Republik
Am 20. Februar wurde bei Tesco Lasagne der Marke Nowaco aus dem Sortiment genommen, nachdem in der Tschechischen Republik erstmals Pferdefleisch in Lasagne gefunden worden war.
Im Restaurant der Möbelhauskette IKEA in Brünn wurde im traditionellen schwedischen Fleischbällchengericht Köttbullar, das eigentlich Schwein und Rind enthalten soll, Pferdefleisch gefunden. Erzeugt wurde es in Schweden. IKEA zog es in der Folge in fast allen europäischen Märkten vom Verkauf zurück.

## Reaktionen

### Europäische Union
Die Verbraucherschutzminister der Europäischen Union wollten am 25. Februar 2013 über verschärfte Kennzeichnungspflichten beraten.
Der CDU-Bundestagsabgeordnete Hartwig Fischer schlug im Februar 2013 vor, die nicht gesundheitsgefährdenden Pferdefleisch-Produkte nicht wegzuwerfen, sondern neu deklariert an die Tafeln für Bedürftige zu verteilen. Kirchliche Hilfswerke kritisierten diese Vorschläge von Fischer. Der „Vorschlag [sei] respektlos gegenüber Bedürftigen“, und „es [sei] „bedürftigen“ Menschen nicht zuzumuten, sich von nicht mehr verkäuflichen Lebensmitteln zu ernähren“.
Im Vereinigten Königreich soll die Regierung bereits 2011 darüber informiert gewesen sein, dass Pferdefleisch und das Medikament Phenylbutazon in die menschliche Nahrung gelangen.
Gesundheitsminister Alois Stöger forderte als Reaktion neue gesetzliche Straftatbestände, um Personen, die „wissentlich verfälschte Lebensmittel in den Verkehr bringen“, mit bis zu einem Jahr Haft belangen zu können. Justizministerin Beatrix Karl sprach sich gegen eine Überarbeitung des Strafrechts aus, weil bei falsch deklarierten Lebensmitteln ohnehin wegen Betrug ermittelt werde.
Bis 2014 waren in Europa keine wirksamen Maßnahmen ergriffen worden, um ähnlich gelagerte Betrugsfälle zu vermeiden.